# Sepia zanzibarica
Sepia zanzibarica är en bläckfiskart som beskrevs av Pfeffer 1884. Sepia zanzibarica ingår i släktet Sepia och familjen Sepiidae. IUCN kategoriserar arten globalt som otillräckligt studerad. Inga underarter finns listade i Catalogue of Life.